# Charles Gaynor
Charles Gaynor (Boston, Massachusetts, Estados Unidos, 3 de abril de 1907-Washington D. C., 18 de diciembre de 1975) fue un compositor de musicales estadounidense, especialmente recordado por poner música a Lend an Ear de 1948. 
También puso la música para Hold your Hats, musical que fue la primera participación de Gene Kelly como coreógrafo.